# Pista atypica
Pista atypica är en ringmaskart som beskrevs av Hessle 1917. Pista atypica ingår i släktet Pista och familjen Terebellidae. Inga underarter finns listade i Catalogue of Life.